# Горностаївка (Керченський район)
Горноста́ївка (до 1948 — Аккоз, крим. Aqköz) — село Керченського району Автономної Республіки Крим.

## Історія
Неподалік Горностаївки знайдено залишки поселення доби мезоліту, неоліту і бронзи, поблизу Сокільського — античного поселення III—І ст. до н. ери.